# إيثان هايتر
إيثان هايتر (بالإنجليزية: Ethan Hayter) (و. 1998  م) هو دراج بريطاني، ولد في لندن.

## التصنيف
| السنة     | 2017 | 2018 | 2019 | 2020 | 2021 | 2022 | 2023 | 2024 |
| --------- | ---- | ---- | ---- | ---- | ---- | ---- | ---- | ---- |
| عالمي     | 2468 | 596  | 400  | 127  | 28   | 41   | 157  | 351  |
| أوروبا    | 1615 | 974  | 319  | 105  | 25   | 34   | -    | -    |
|           |      |      |      |      |      |      |      |      |
| مصدر: UCI |      |      |      |      |      |      |      |      |

## سجل الفوز

### سباقات أو مراحل فاز بها
| التاريخ        | السباق                                                          | المركز                                                                   |
| -------------- | --------------------------------------------------------------- | ------------------------------------------------------------------------ |
| 01 يناير 2018  | 2018 UEC European Track Championships – men's omnium            |                                                                          |
| 09 سبتمبر 2018 | طواف بريطانيا 2018                                              | الثاني في تصنيف النقاط                                                   |
| 24 سبتمبر 2018 | سباق الزمن تحت 23 سنة في بطولة العالم 2018                      | الخامس في التصنيف العام                                                  |
| 28 سبتمبر 2018 | سباق الطريق لأقل من 23 سنة في بطولة العالم 2018                 | الثامن في التصنيف العام                                                  |
| 01 يناير 2019  | باريس-أراس تور 2019                                             | الفائز في التصنيف العام                                                  |
| 02 يونيو 2019  | 2019 Orlen Nations Grand Prix                                   | الثامن في التصنيف العام                                                  |
| 23 يونيو 2019  | طواف إيطاليا للدراجات تحت 23 سنة 2019                           | الأول في تصنيف النقاط                                                    |
| 04 أغسطس 2019  | رايد لندن 2019                                                  | العاشر في التصنيف العام                                                  |
| 30 أغسطس 2020  | ميموريال ماركو بانتاني 2020                                     |                                                                          |
| 04 سبتمبر 2020 | كوبي وبارتالي 2020                                              | الخامس في تصنيف النقاط                                                   |
| 16 سبتمبر 2020 | جيرو دي توسكانا 2020                                            | الثالث في التصنيف العام                                                  |
| 19 سبتمبر 2020 | جيرو أبنينس 2020                                                | الفائز في التصنيف العام                                                  |
| 01 يناير 2021  | طواف أندلوسيا 2021                                              | الأول في تصنيف النقاط، السابع في التصنيف العام                           |
| 27 مارس 2021   | كوبي وبارتالي 2021                                              | الأول في تصنيف أفضل شاب، الثاني في تصنيف النقاط، الرابع في التصنيف العام |
| 22 أغسطس 2021  | طواف النرويج 2021                                               | الفائز في التصنيف العام                                                  |
| 12 سبتمبر 2021 | طواف بريطانيا 2021                                              | الأول في تصنيف النقاط، الثاني في التصنيف العام                           |
| 14 أكتوبر 2021 | سباق الطريق ضد الساعة للرجال في بطولة المملكة المتحدة 2021      | الفائز في التصنيف العام                                                  |
| 26 مارس 2022   | كوبي وبارتالي 2022                                              | الأول في تصنيف النقاط، السادس في تصنيف أفضل شاب                          |
| 01 مايو 2022   | طواف روماندي 2022                                               | الأول في تصنيف النقاط                                                    |
| 23 يونيو 2022  | سباق الزمن على الطريق للرجال في بطولة المملكة المتحدة 2022      | الفائز في التصنيف العام                                                  |
| 05 أغسطس 2022  | طواف بولندا 2022                                                | الفائز في التصنيف العام                                                  |
| 30 أبريل 2023  | طواف روماندي 2023                                               | الأول في تصنيف النقاط                                                    |
| 01 أكتوبر 2023 | طواف كرواتيا 2023                                               |                                                                          |
| 17 أكتوبر 2023 | طواف قوانغشي 2023                                               | الأول في تصنيف أفضل شاب، الثالث في التصنيف العام، التاسع في تصنيف النقاط |
| 23 يونيو 2024  | 2024 Great Britain National Road Cycling Championships - Men RR | الفائز في التصنيف العام                                                  |